# Palau Strozzi
El Palau Strozzi (en italià Palazzo Strozzi), situat al centre de Florència, és un dels edificis més notables de la fase inicial del Renaixement italià. De mides imponents –va caldre destruir 15 edificis per construir-lo–, es troba entre les homònimes Via Strozzi i Piazza Strozzi i la Via Tornabuoni, amb grandiosos portals d'entrada, tots idèntics, a cadascun dels tres costats no adjacents a altres edificis.
Autèntica obra mestra de l'arquitectura civil florentina renaixentista, fou construït, entre el 1489 i el 1538, per als Strozzi, un dels llinatges patricis més importants de Florència, tradicionalment hostil a la facció dels Mèdici. La família en va mantenir la propietat fins al 1937, quan fou adquirit per l'Istituto Nazionale delle Assicurazioni, que el va restaurar, i posteriorment fou cedit a l'Estat italià el 1999.
El projecte de l'edifici és de l'arquitecte Benedetto da Maiano, que el va dissenyar per encàrrec de Filippo Strozzi.
Avui dia allotja galeries d'art, un arxiu i altres serveis culturals, com el gabinet G.P. Vieusseux, l'Institut Nacional d'Estudis sobre el Renaixement i l'Institut Italià de Ciències Humanes (SUM).